# Пуля (фильм, 1996)
«Пуля» (англ. Bullet) — кинофильм 1996 года режиссёра Жюльена Темпла по сценарию Брюса Рубенштейна и Микки Рурка. Рурк также занимался подбором музыки к фильму.

## Сюжет
Бутч Стейн по прозвищу «Пуля» выходит из тюрьмы, где отбывал восьмилетний срок за ограбление магазина, на котором он был водителем и держал рот на замке. У ворот тюрьмы его встречают младший брат Руби и старый товарищ Лестер. Выходец из еврейской семьи среднего класса, «Пуля» может начать свою жизнь сначала, но впечатления, полученные в исправительном учреждении, и тяжёлая наркотическая зависимость не оставляют ему выбора.
Сюжет развивается на фоне непростых семейных взаимоотношений главного героя. Старший брат Льюис — полусумасшедший бывший солдат, раненый на Вьетнамской войне. Младший — неплохой художник, проводит время, разрисовывая дома. Спивающийся отец считает Бутча неудачником, сломавшим жизнь всей семье.
Приехав в Бруклин, первым делом Бутч грабит случайных наркоманов и употребляет отнятый у них наркотик. Уличное прошлое также не отпускает Бутча — криминальный авторитет Танк ищет его, чтобы расквитаться за старые дела, подсылает к нему своих помощников и в конечном итоге добивается своего. Стейна хоронят по еврейскому обряду. Однажды, когда Танк в одиночестве возвращается домой, брат Бутча Луи нападает на него и перерезает ему горло.

## В ролях
- Микки Рурк — Бутч «Пуля» Стейн
- Эдриен Броуди — Руби Стейн
- Тупак Шакур — Танк
- Тед Левин — Льюис Стейн
- Джон Инос III — Лестер
- Джерри Грэйсон — Сол Стейн
- Донни Уолберг — Шелби «Биг Боллс» Хорн
- Майкл Кеннет Уильямс — Хай Топ
- Стретч — Даллас
- Питер Динклэйдж — менеджер по строительству